# 柯坪河
柯坪河也称苏巴什河或苏贝希河，位于中华人民共和国新疆维吾尔自治区西部地区的一条内流河，源流为阿合奇县南部的几格代喀克河，发源于喀拉提坎附近的南天山支脉黑尔塔格山南坡，由西南向东北穿行在苏盖特－柯坪盆地之中，流经23千米后进入柯坪县境转东流，称琼萨依河，东流约49千米后汇入柯坪县盖孜力克镇苏贝希村附近的泉水溢出带。苏贝希村以上河段是以地下水和降水补给为主的山溪季节性河流，苏贝希村以下河段开始常年有水。柯坪河自苏贝希村向东北流，于玉尔其乡哈马提坎村出山口，山口处建有苏巴什水库。出山口后干流在柯坪谷地向东南流，于柯坪县城柯坪镇东南约6.5千米处右纳托乌力亚河后干流又称阿恰河或麻扎艾肯河，转东流至阿恰勒镇再转东南流，分成3支流向冲洪积扇缘湿地沼泽区，主流最终汇入喀什噶尔河北岸湿地。历史上洪水期有洪水可汇入喀什噶尔河。柯坪河山口以上河段全长90千米，流域面积约4470平方千米，年均径流量约0.52亿立方米。